# Пазар за старо (приповетка)
Пазар за старо са поднасловом „привредноекономска слика из живота београдских домаћица“ је приповетка српског писца Стевана Сремца, настала за време његовог службовања у Београду у последњи годинама пишчевог живота, као једна од многих типична слика живота у београдској периферије на прелазу из 19 у 20. век. Приповетка је једна изванредно жива сцена попут многих из реалног живота Београда тога доба, у којој Сремац иронично пореди београдске домаћице са Циганкама.

## Услови у којима је настала приповетка
После ослобођења Србије од Османлија 1878. године и касније проглашења Краљевине Србије њена престоница Београд доста брзо мења свој лик. Почиње нови, богатији и интензивнији живот Београда. Старе српске куће са доксатима, ћепенке и тесне сокаке замењују нова здања и широке улице, али се менталитет и начин живота његових грађана споро мења, посебно на његовој периферији на којој се одвијао живота сиромашног и маргинализованог света београдске периферије који се свакодневно борио против немаштине, за голи опстанак.
За време живота у Београду Сремац се кретао у друштву писаца, глумаца, новинара и боема који су се највише окупљали у тада познатој кафани„Дарданели“. Волео је и мале, забачене кафане у којима се срећу обични људи, прости паланачки свет, ситни трговци, занатлије, али и београдску периферију...пијаце, вашаре, улице, станова од собе и кујне, у којима се, као у мравињаку, гложи и забавља  сиромашнан свет.
Уметничку слику овог интересантног раздобља у животу београдске чаршије Стеван Сремац је приказо у многим својим приповеткама, међу којима је и приповетка Пазар за старо са поднасловом „привредноекономска слика из живота београдских домаћица“  у којој је приказао београдски стари трговачки свет, ситну буржоазију, свет са периферије, менталитет београдских домаћица и Цигана.

## Радња приповетке
У приповетци Пазар за старо са поднасловом наративни заплет је изграђен према њеном пародичном поднаслову на „привредноекономској слици из живота београдских домаћица.“ У приповетци је приказана једна типична слика живота сиромашног и отвореног света београдске периферије који се свакодневно бори против немаштине, за голи опстанак.
У приповетци читалац сазнаје како се роба размењује на једној импровизованој бувљој пијаци у сиромашној београдској четврти, са Циганкама тако што су им домаћице давале старе, изношене ствари. Током размене робе било је незаобилазно погађање и цењкање, често је прелазило у свађу, вређање и омаловажавање вредности понуђене ствари, због покушаја подвала и смицалица. У тим свађама неретко је долазило и до физичких сукоба тако да су се често морали умешати и „чувари реда“, у приповетци „лепо писарче“.

## Критике
- У овом Сремчевом приповедању кроз осликавање Београда и његове периферије сазнајемо шта се дешавало у унутрашњем животу ондашњих људи, о ономе што су доживљавали и преживљавали, њихова реаговања на животне појаве, посрнућа и падања. Али и да осетимо амбијент бувље пијаце, урбани и рурални свет, свет домаћица и Цигана, њихове етнопсихолошке особине и маловарошке страсти.[3]

- Овом приповетком Сремчева уметничка реалност постала је и основна представа о минулим временима, просторима и људима старог Београда али и Краљевине Србије, на прелазу два века.[5]

- Пишчеве слике у овој приповетци узрастају до праве пародијске стилизације, будући да успостављају „пародирани језик као битну целину која поседује своју унутрашњу логику и разоткрива посебан свет, нераскидиво повезан са пародираним језиком.[6]

- Проза Стевана Сремца пружа увид у друштвено-политичка, социјална, морално-ментална превирања тадашњег Београда. Кроз низ приповедака међу којима је и приповетка Пазар на старо, сагледава се уметничка слика прилика у београдској периферији, као исечци из једног једноставног, другачијег, сиромашног и отвореног живота малих људи, њихов односпрема животу и друштву, менталитет, тешкоће са којима живе, личне судбине.[4]